# فيل كوردل
فيل كوردل (بالإنجليزية: Phil Cordell)‏ هو ملحن وموسيقي بريطاني، ولد في 17 يوليو 1947 في لندن في المملكة المتحدة، وتوفي في 31 مارس 2007.

## وصلات خارجية
- فيل كوردل على موقع ميوزك برينز (الإنجليزية)
- فيل كوردل على موقع ديسكوغز (الإنجليزية)